# Renaud de Montauban
Renaud de Montauban [ʁǝ.no də mɔ̃tobɑ̃]IPA (kolem roku 1195) je francouzský středověký hrdinský epos, jeden z tzv. chansons de geste. Je známý také pod jménem Čtyři synové Ajmonovi (Les quatre fils Aymon), protože vypráví o nenávisti a o bojích mezi králem Karlem Velikým a čtyřmi syny Ajmona z Dordone (Renaud, Guichard, Allard a Richard).
Epos je někdy připisován Huonovi de Villeneuve z Champagne, ale jazyková stránka eposu to nepotvrzuje. Nejstarší verze obsahuje 18 489 strof (jde o nejdelší starofrancouzský epos) jednak asonovaných (prvních 12 120 strof), jednak rýmovaných v alexandrínech. Vyskytují se zde i pasáže v próze. První, asonovaná, část eposu má s největší pravděpodobností jiného autora než zbytek písně.
K záchraně bratrů před pomstychtivým králem jim pomáhá kouzelný kůň Bajard (Bayard) a jejich bratranec Maugis, ovládající různá kouzla. Epos patří do Cyklu Doona Mohučského a soustřeďují se kolem něho další čtyři písně, se kterými tvoří autonomní Cyklus Renauda de Montauban (Le cycle de Renaud de Montauban). Ve středověku patřila tato píseň k nejoblíbenějším chanson de geste vůbec, jak tomu nasvědčují jednak četné francouzské verze, jednak anglické, německé, holandské a italské překlady a variace.

## Obsah písně

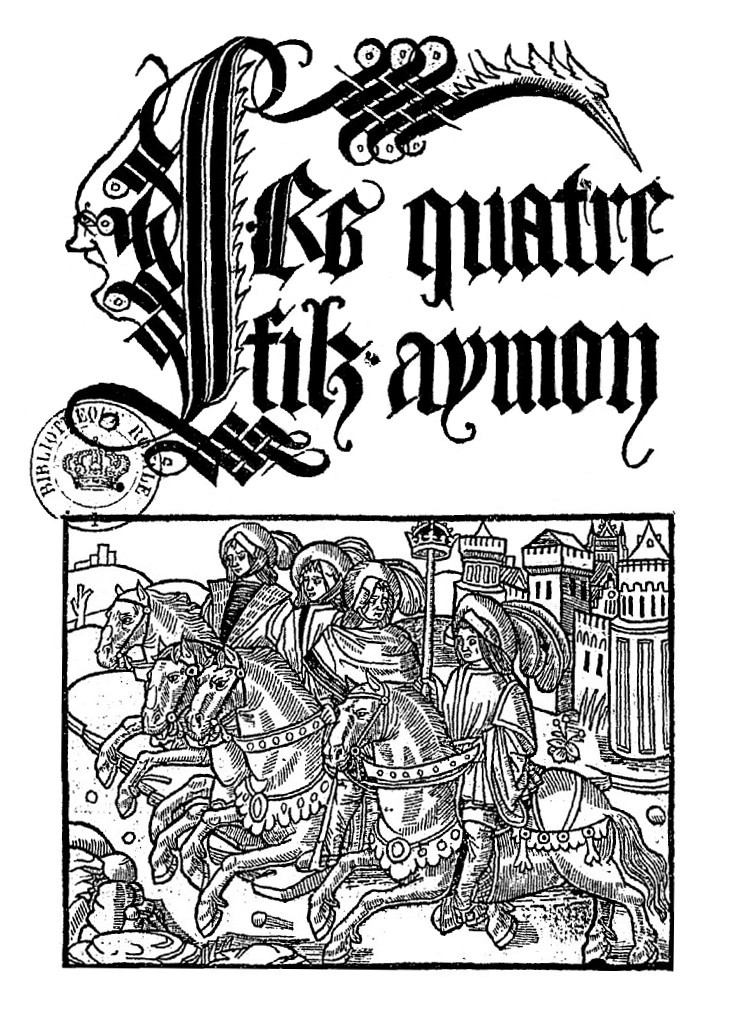
Vydání písně z roku 1497

Rytíř Ajmon z Dordone (Dordogne) přivede na dvůr krále Karla Velikého své čtyři syny, Renauda, Guicharda, Allarda a Richarda. Když králův synovec Bertolai obviní Renauda, že při hře v šachy schválně zvrhl šachovnici, ačkoliv to udělal on sám, protože mu hrozila prohra, jde si Renaud ke králi stěžovat. Ten jeho stížnost odmítne. V Renaudovi vzkypí krev a vyčte králi smrt svého strýce Beuva z Aigremontu, který byl zavražděn, když chtěl s králem uzavřít mír (tato událost je obsahem písně Beuves d'Aigremont). Karel se rozzlobí a Renauda lehce uhodí svou rukavičkou. Když Renaud zjistí, že se mu za to Bertolai ještě posmívá, přestane se ovládat a zvedne těžkou šachovnici a smrtelně jej zraní. Následně se všem čtyřem bratrům podaří uprchnout i díky koni Bajardovi, který je dokáže všechny čtyři unést.

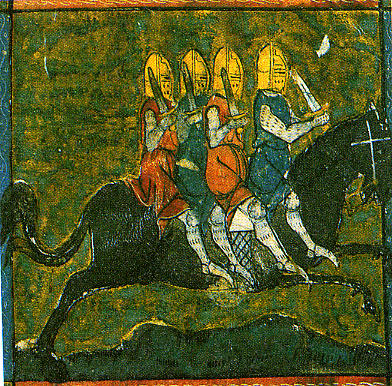
Čtyři synové Ajmonovi na kouzelném koni Bajardovi (14. století)

Bratři jsou nyní štváni královskými vojsky z místa na místo, až si v Ardenách nad řekou Moselou postaví s pomocí lidí z okolí hrad Montessor (dnes zřícenina v Bogny-sur-Meuse), kde se králi brání celých sedm let, než je hrad pomocí zrady dobyt. Na vítězství nad nimi se podílí i jejich otec Ajmon, který vnitřně rozerván dává přednost svým vazalským povinnostem před hlasem krve.
Bratři se opět bídně protloukají v lesích. Nakonec podlehnou touze vidět po letech svou matku a vloudí se za nepřítomnosti svého otce do síně rodného hradu. Matka domnělé žebráky obdaruje a pak v jednom pozná Renauda. Líbá a objímá své syny, a tak je přistihne Ajmon. Je na ně sice v hloubi srdce hrdý, ale poručí jim, aby jeho hrad opustili.

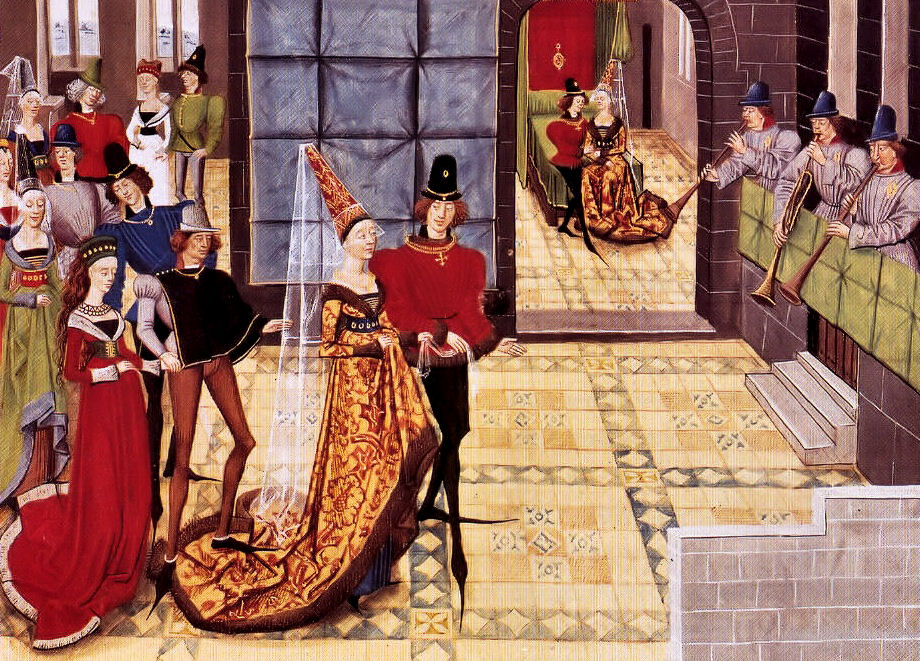
Svatba Renauda de Montauban a Klarisy, miniatura nizozemského malíře Loyseta Liédeta z roku 1470

Díky matčině podpoře postaví bratři nové vojsko a přidá se k nim jejich bratranec Maugis, syn zavražděného Beuva z Aigremontu, který krále Karla nenávidí. Poradí jim, aby vstoupili do služeb gaskoňského vladaře Yona a pomohli mu v jeho válce se saracénským králem Begonem. Když Renaud nad Begonem zvítězí, získá za odměnu léno, na kterém si vystaví s bratry hrad Montauban (což znamená Hora cizinců). Vezme si také Yonovu sestru Klarisu za manželku, má s ní dva syny a společně se svými bratry žije spokojeným životem velmože.
O poklidném životě Renauda a jeho bratrů se dozví král Karel. Pošle k Yonovi poselstvo vedené rytířem Ogierem Dánským se žádostí, aby mu bratry vydal, jinak že přitáhne s velkým vojskem a zpustoší celý kraj. Když Yon odmítne, skutečně přijede v čele vojska a podaří se mu donutit Yona k poslušnosti. Yon bratry zradí a namluví jim, že král s nimi chce uzavřít mír a že je žádá, aby beze zbraně přijeli do průsmyku Vaucouleurs na jednání. Bratři s radostí, že dlouhá válka konečně skončí, opravdu přijedou a jsou přepadeni královskými vojáky vedenými Ogierem. Ten je v duchu na jejich straně a odmítne se nastávajícího boje účastnit. Bratři se brání statečně, ale již hrozí, že podlehnou přesile, když tu jim na pomoc přispěchá montaubanské vojsko vedené Maugisem na Bajardovi a obrátí královské vojáky na útěk.
Když se Yon dozví, že Renaud zvítězil, prchne ze strachu před ním do kláštera v lesích, aby se stal mnichem, protože je přesvědčen, že na mnicha nikdo nevztáhne ruku. To však nezabrání Rolandovi a Olivierovi, aby jej v klášteře zajali jako zrádce, který nezabránil Maugisovi vyjet bratrům na pomoc. Když se to Renaud dozví, rozhodne se Yonovi, přesto, že jej zradil, pomoci. Osvobodí jej a porazí v souboji Rolanda. Renaudův bratr Richard ale upadne do zajetí a má být popraven. Renaud zachrání i jeho, přičemž dojde k jeho souboji s Olivierem, při kterém oba vynikají rytířskou šlechetností.
Paladinové (mezi nimi Roland, Olivier, Ogier i Turpin) na svého krále naléhají, aby uzavřel s bratry mír. Karel, unavený nekonečnou válkou, je na to ochoten přistoupit za podmínky, že mu Renaud vydá Maugise. Renaud to odmítne, aniž tuší, že Maugis mezitím zmizel, protože nechtěl bránit uzavření míru. Obléhání hradu Montauban tak pokračuje. Když je jeho obrana již marná, uprchnou bratři s Yonem, Klarisou a se dvěma Renaudovými syny z Montaubanu tajnou podzemní chodbou a uchýlí se na hrad Trémoigne (Dortmund), kde je král opět oblehne. Nespokojení paladinové Karlovi oznámí, že pokud se s bratry neusmíří, odejdou z jeho služeb. Král Karel s mírem konečně souhlasí a spokojí se jen s vydáním koně Bajarda a s tím, že Renaud vykoná pouť do Jeruzaléma.

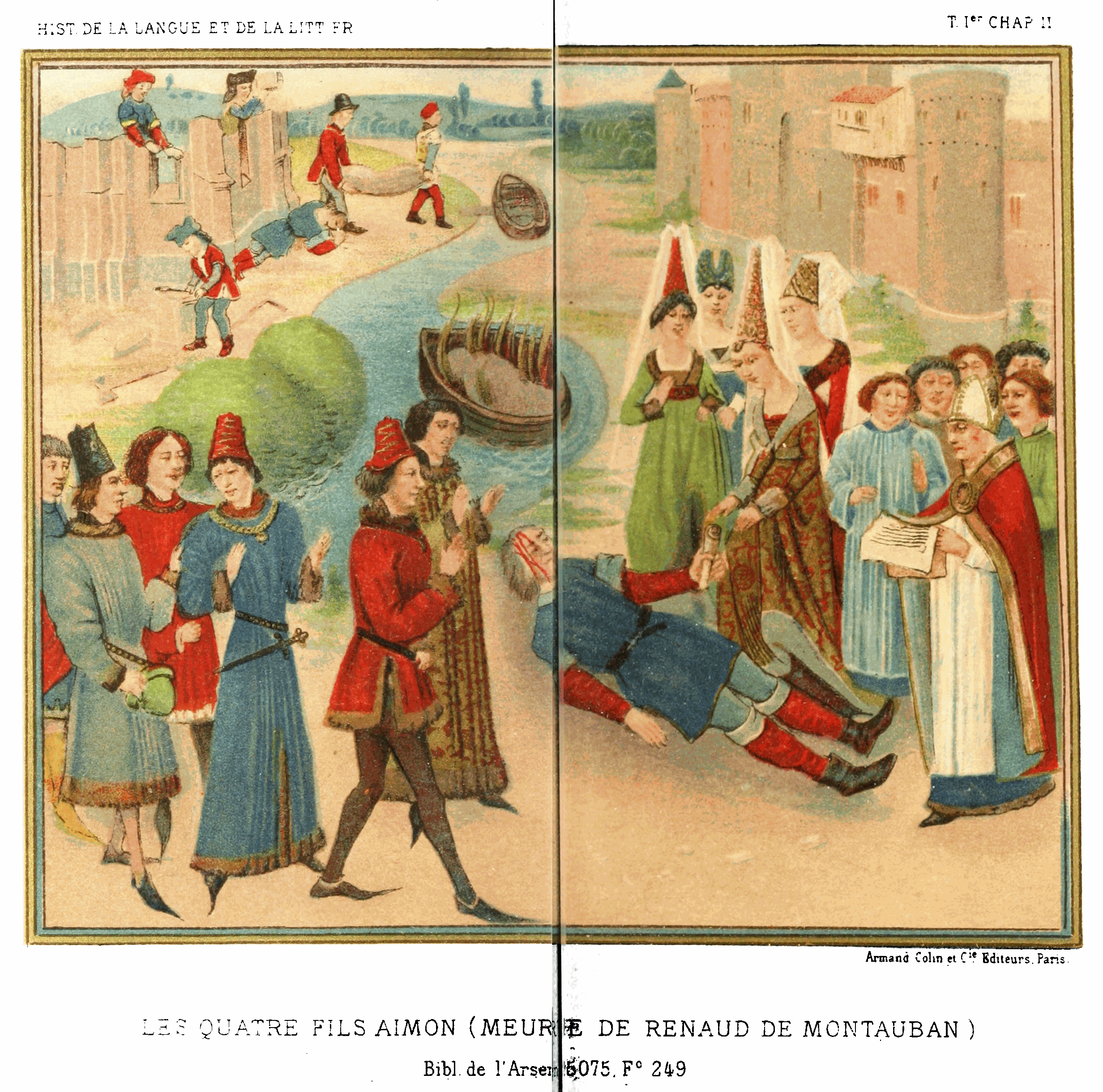
Zavraždění Renauda de Montauban, ilustrace z burgundského pětidílného prozaického zpracování z druhé poloviny 15. století.

Na zpáteční cestě se král rozhodne Bajarda utopit v Mosele (podle jiných pramenů v Dendermonde na soutoku řek Dender a Šeldy). Nechá mu přivázat na krk mlýnský kamen a vhodit jej do vody. Bajard však udeří kopyty do kamene, rozlomí jej, vynoří se nad hladinu, doplave ke druhému břehu a zmizí v ardenských lesích.
Ve verzi z rukopisu La Vallière má konec písně charakter legendy. Renaud se vydá do Svaté země, kde se setká s Maugisem. Oba pak významně přispějí k osvobození Božího hrobu. Po návratu do vlasti Renaud zjistí, že jeho manželka zemřela zármutkem. Rozhodne se proto věnovat se spáse své duše. Jako prostý dělník pomáhá při stavbě chrámu svatého Petra v Kolíně nad Rýnem, kde svou neobyčejnou výkonností a tím, že se spokojuje jen s nízkou mzdou, popudí proti sobě ostatní dělníky natolik, že jej zabijí a hodí do Rýna. Když je Renaudova mrtvola za zpěvu andělů vylovena z rozzářené vody a naložena na vůz, ten se sám od sebe rozjede a zastaví se až v Trémoigne. Zde je Renaud pochován v kostele Panny Marie přejmenovaném po něm na kostel svatého Renauda (Reinoldikirche).

## Cyklus Renauda de Montauban
Během třináctého století se kolem eposu soustředily další čtyři písně, které společně s ním vytvořily autonomní Cyklus Renauda de Montauban (Le cycle de Renaud de Montauban). Jde o písně Beuves d'Aigremont, Maugis d'Aigremont, Vivien de Monbranc a Maugisova smrt (La mort de Maugis).

### Beuves d'Aigremont

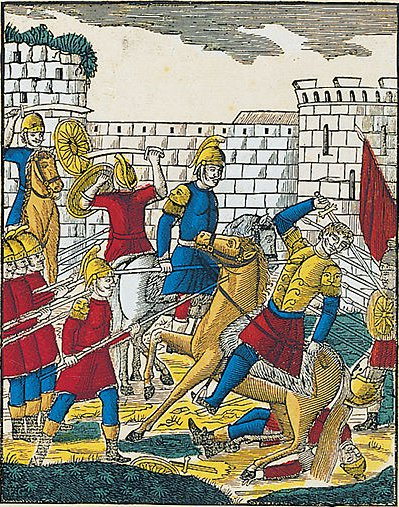
Zobrazení vraždy Beueva d'Aigremont od Françoise Georgina z roku 1830.

Píseň Beuves d'Aigremont tvoří bezprostřední prolog k eposu Renaud de Montauban. Vévoda Beuves je otec dvojčat Maugise a Viviena, bratr Ajmona z Dordone a strýc jeho čtyř synů. Když král Karel pozve do Paříže všechny své vazaly na oslavu svátku jara, odmítne Beuves přijet, protože podle jeho názoru poskytuje král více přízně těm, co se proslavili u hodovního stolu, než těm, co pro něho bojovali. Král se urazí a rozhodne se poslat na Beuva své vojsko.
Ajmon z Dordone krále varuje, že porazit jeho bratra bude těžké, za což mu Karel poručí, aby opustil jeho palác. Když vidí, že s jeho rozhodnutím ostatní rytíři nesouhlasí, dá na jejich radu a pošle k Beuvovi svého syna Lohiera se vzkazem, aby Beuves přijel na vánoční svátky a projevil tak svou věrnost králi. Lohier však mluví neuváženě a vyhrožuje, což Beuva popudí a chce jej nechat vyvést z hradu. Lohier tasí meč a v nastalém zmatku je zabit.
Rozhněvaný král Karel vytáhne proti Beuvovi s velkým vojskem, aby pomstil smrt svého syna. Bitva však skončí nerozhodně. Král nakonec souhlasí, že Beuvovi i jeho bratrům, kteří mu pomáhali (včetně Ajmona z Dordone) odpustí, pokud všichni přijedou do Paříže a slíbí mu věrnost. Rytíř Ganelon však králi neustále našeptává, že Beuves zabil jeho syna a živí tak jeho hněv. Když se Beuves vydá ke králi, přepadne jej Ganelon s houfem svých vojáků a zavraždí jej, za což mu král Karel poděkuje.
Ajmon z Dordone se ale s králem smíří, protože již nechce pokračovat ve válce, která vysiluje zemi. Beuvův syn Maugis však franského krále nenávidí.

### Maugis d'Aigremont

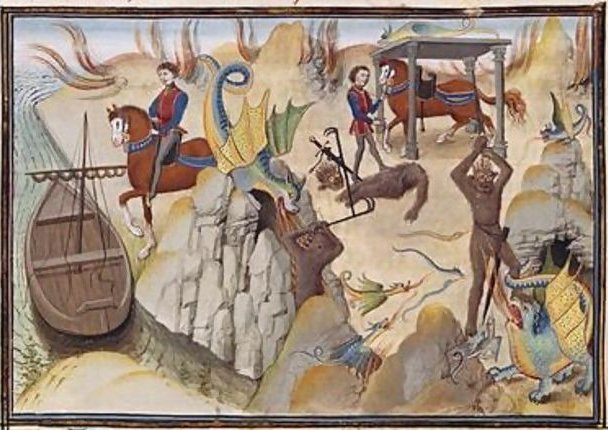
Maugis získává koně Bajarda, obraz nizozemského malíře Loyseta Liédeta z roku 1470

Maugis a Vivien se narodí v době, kdy na hrad jejich otce Beuva d'Aigremont útočí Saracéni, kteří je oba unesou. Zatímco Vivien je vychováván na hradě Monbranc manželkou saracénského vladaře Sorgolanta, Maugise zachrání víla Oriande a odejde s ním na hrad Rocheflor poblíž Mongibelu na severu Sicílie. Podle její rady pak Maugis získá kouzelného koně Bajarda, o kterého musí převlečen za ďábla bojovat s drakem. Od víly se také naučí kouzlit a později získá meč Froberge. Prožívá různá dobrodružství, účastní se několika bitev a v jedné z nich zabije Sorgolanta. Objeví svou identitu, zachrání otce, když jej napadne Vivien jako nový vládce Monbrancu a pomůže najít pravou identitu i Vivienovi, který se pak stane křesťanem. Závěrem písně daruje Maugis koně Bajarda i meč Froberge svému bratranci Renaudovi.

### Vivien de Monbranc
Jedná se o krátký epos, který je pokračováním písně Maugis d'Aigremont a je s největší pravděpodobností zkrácenou verzí původní delší práce. Vypráví o tom, jak je po své konverzi ke křesťanství Vivien napaden Saracény a jak je zachráněn Maugisem a jeho sluhou.

### Maugisova smrt
O smrti Maugise existují dvě verze. V eposu Renaud de Montauban se Maugis vydá do lesů, stane se poustevníkem a zemře o samotě ve své poustevně. V písni Maugisova smrt odejde Maugis do Říma navštívit papeže a zemře jako senátor.

## Čtyři synové Ajmonovi ve světovém umění
Epos Renaud de Montauban (Čtyři synové Ajmonovi) inspiroval celou řadu umělců k vytvoření vlastních děl na jeho motivy, ať už tomu bylo ve výtvarném umění, v literatuře, hudbě nebo ve filmu.

### Výtvarné umění (výběr)
Čtyři bratři Ajmonovi sedící na koni Bajardovi nebo stojící vedle něho inspirovali celou řadu umělců k vytvoření soch, památníků a obrazů. Jde například o tato díla:
- miniaturu nizozemského malíře Loyseta Liédeta z roku 1470,[17]
- čtyři synové Ajmonovi prchají z Paříže, inkunábule (asi 1480, Lyon),[17]
- bas-reliéf v Maastrichtu z roku 1786,[18]
- památník v Dendermonde,[9]
- fontánu čtyř bratrů Ajmonových ve valonském městečku Orp-le-Grand,
- rytinu Čtyři synové Ajmonovi od francouzského malíře a rytce Françoise Georgina z roku 1830,
- ilustrace francouzského sochaře a malíře Eugèna Grasseta k Histoire des Quatre Fils Aymon, tres nobles et tres vaillans chevaliers z roku 1883,[19]
- bronzové sousoší v Gentu z roku 1913, autoři Aloïs de Beule a Domien Ingels,[20]
- sousoší čtyř bratrů Ajmonových a jejich koně Bajarda z roku 1950 od Alberta Poncina umístěné v Bogny-sur-Meuse v Ardenách,[7]
- památník v Namuru z roku 1953 od belgického sochaře Oliviera Strebelleho,[21]
- bronzovou plastiku v Kolíně na Rýnem z roku 1969 od německého sochaře Heinze Kleina-Aerndta,[22]
- sochu od nizozemského sochaře Gerarda Overeema v nizozemském městě Nijkerku z roku 1975.[23]

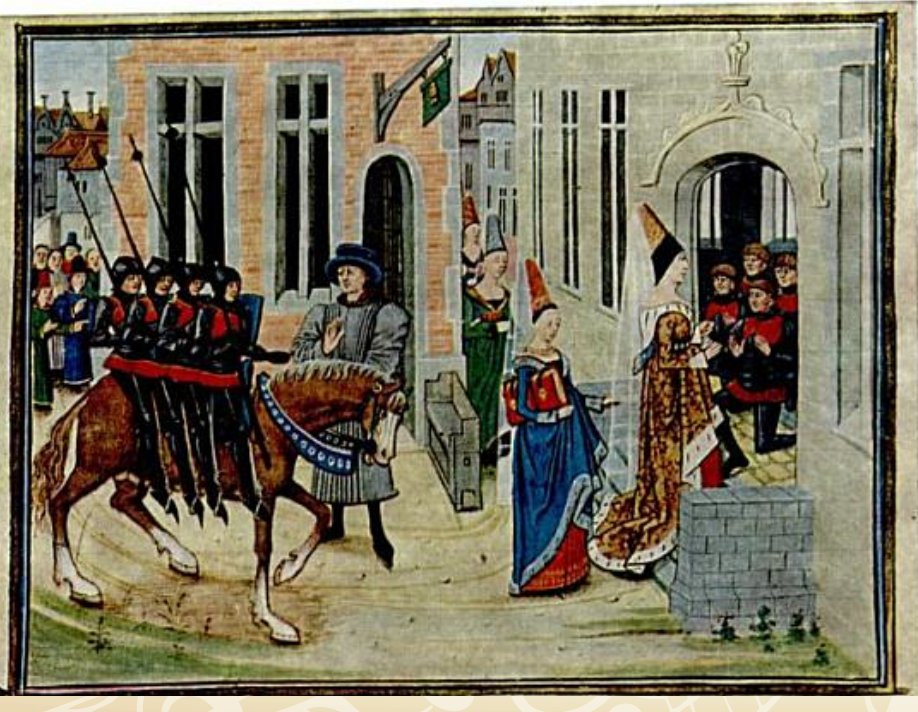
Miniatura nizozemského malíře Loyseta Liedeta z roku 1470
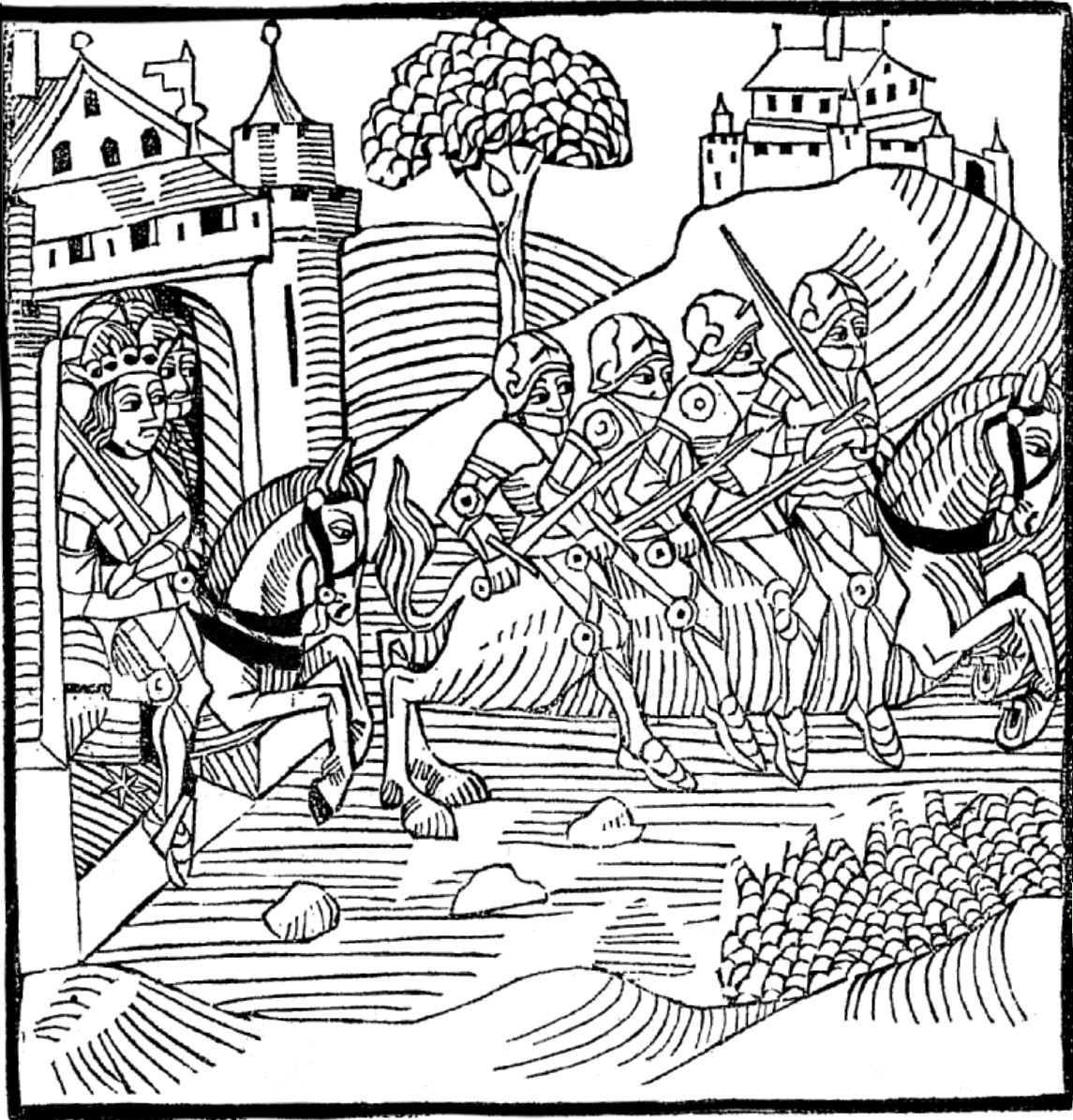
Čtyři synové Ajmonovi prchají z Paříže, inkunábule (asi 1480)
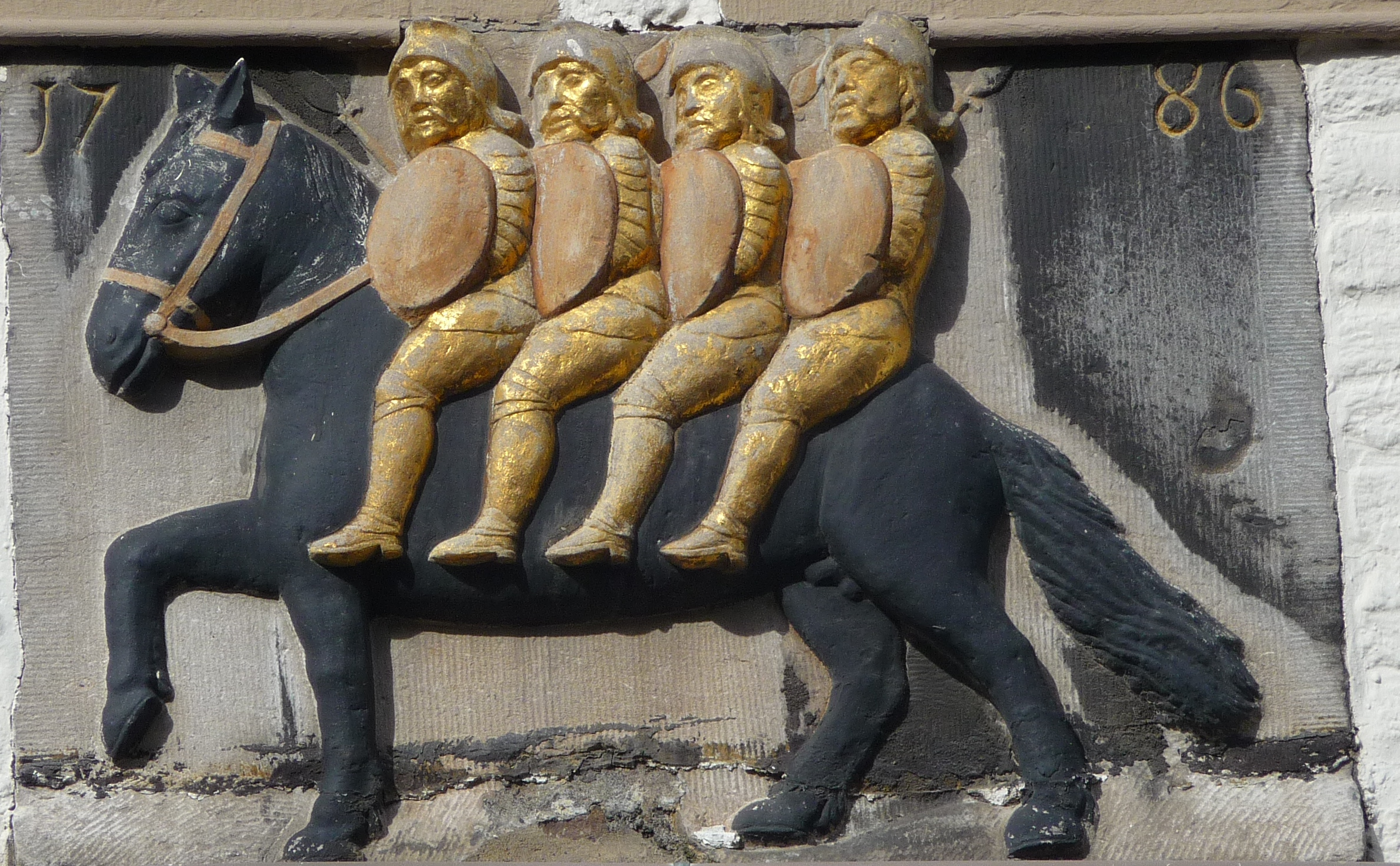
Bas-reliéf v Maastrichtu z roku 1786
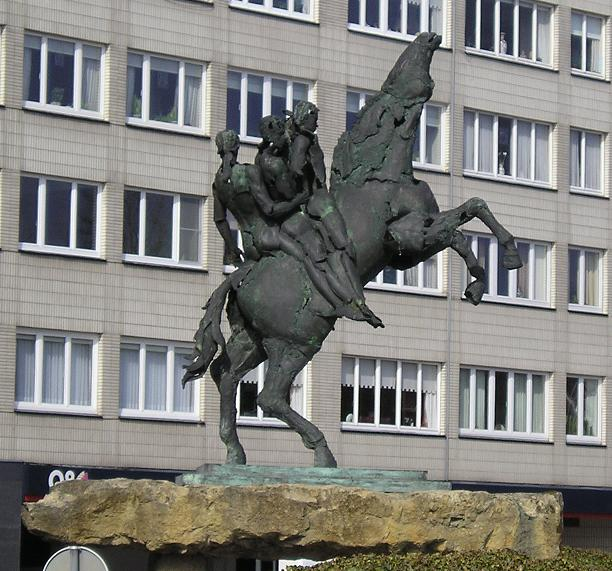
Památník v Dendermonde
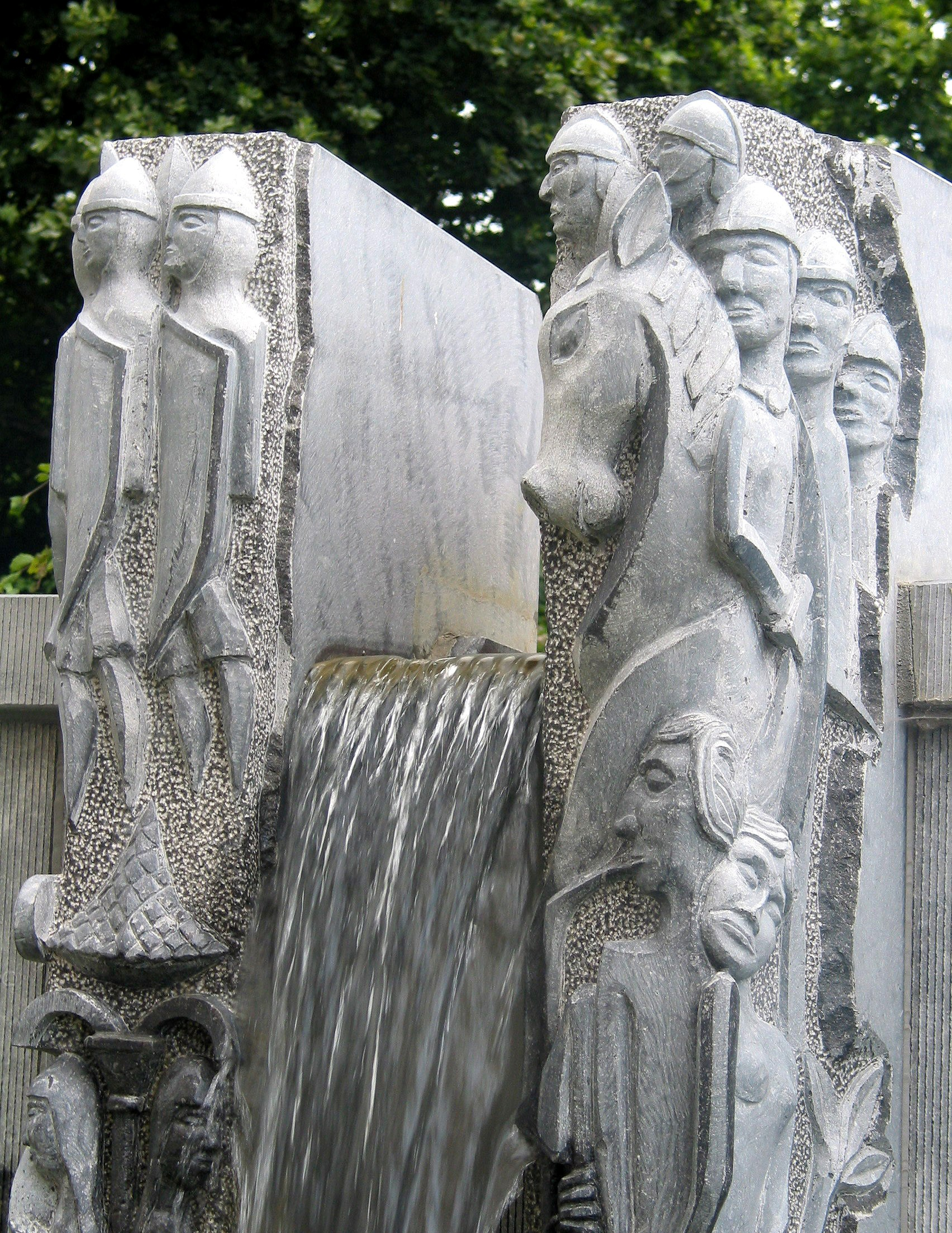
Fontána čtyř bratrů Ajmonových v Orp-le-Grand,
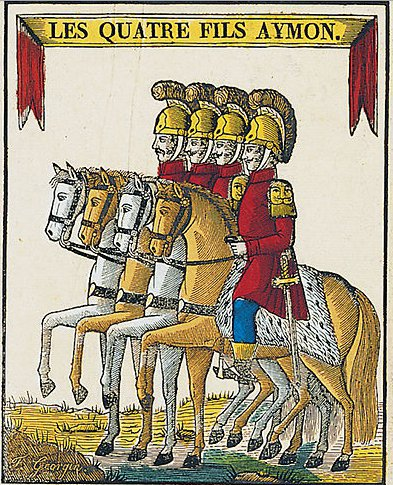
Čtyři synové Ajmonovi, rytina od Françoise Georgina z roku 1830.
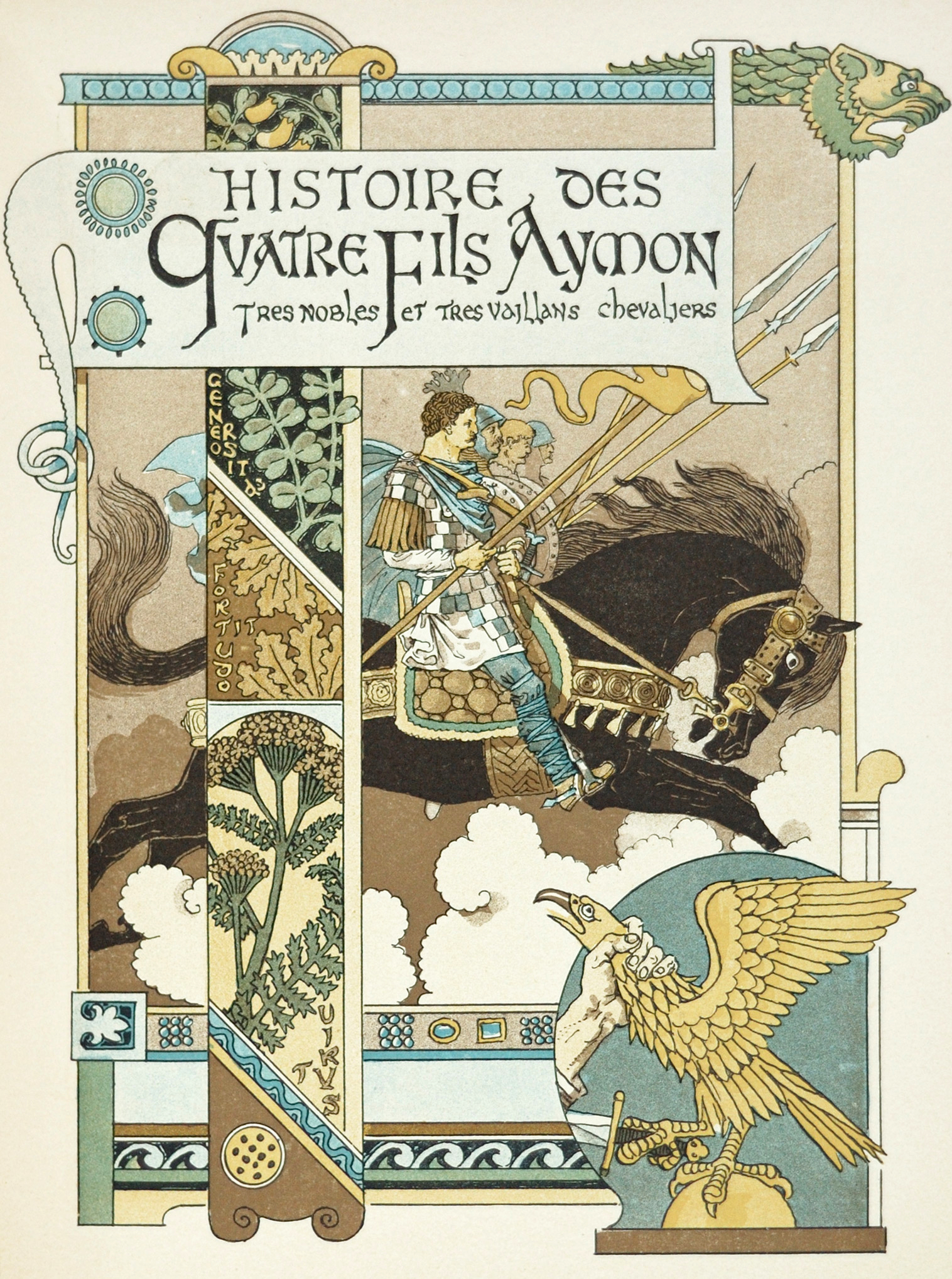
Ilustrace Eugèna Grasseta z roku 1883
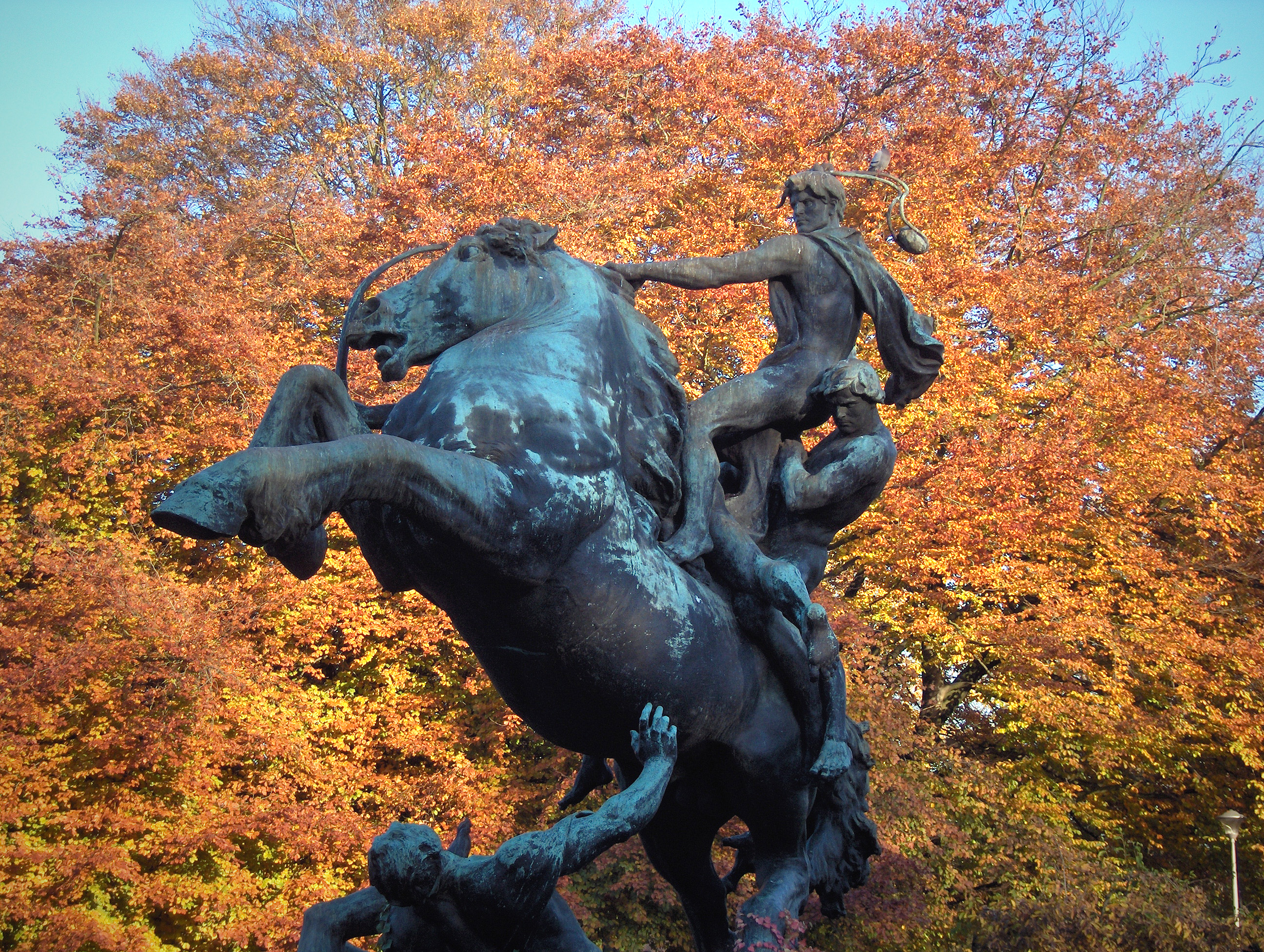
Bronzové sousoší v Gentu z roku 1913
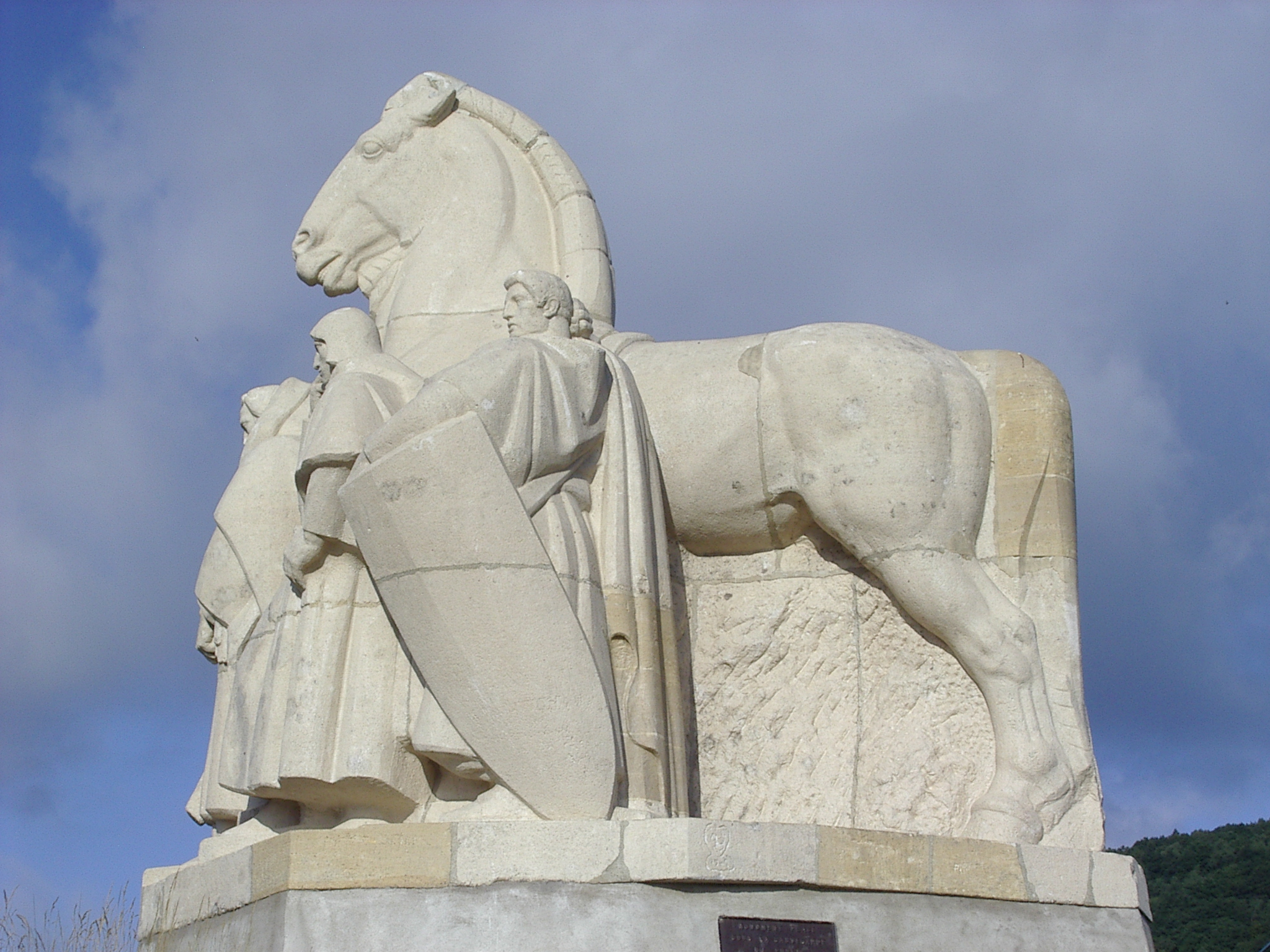
Sousoší z roku 1950 v Bogny-sur-Meuse od Alberta Poncina
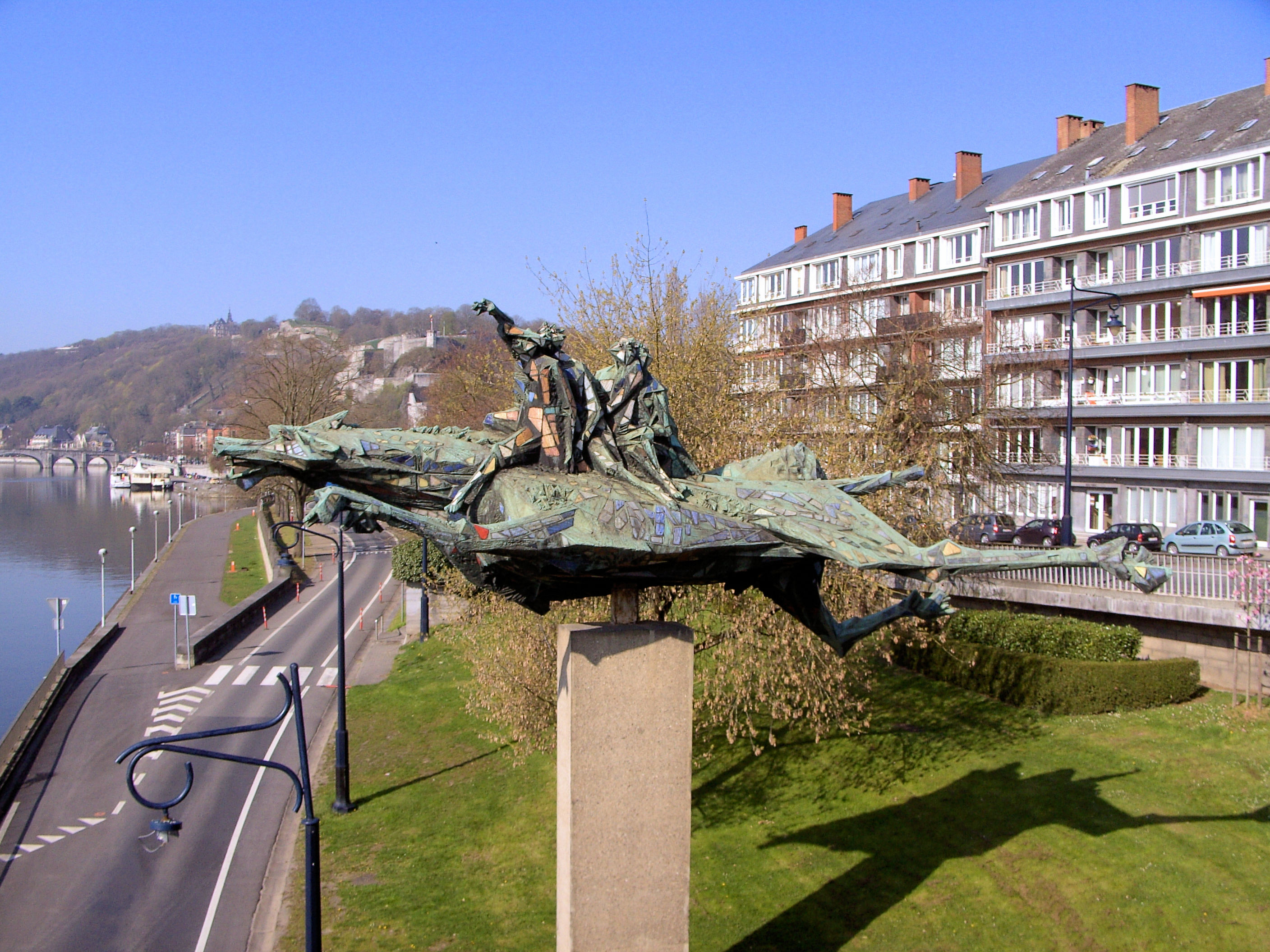
Památník v Namuru z roku 1953
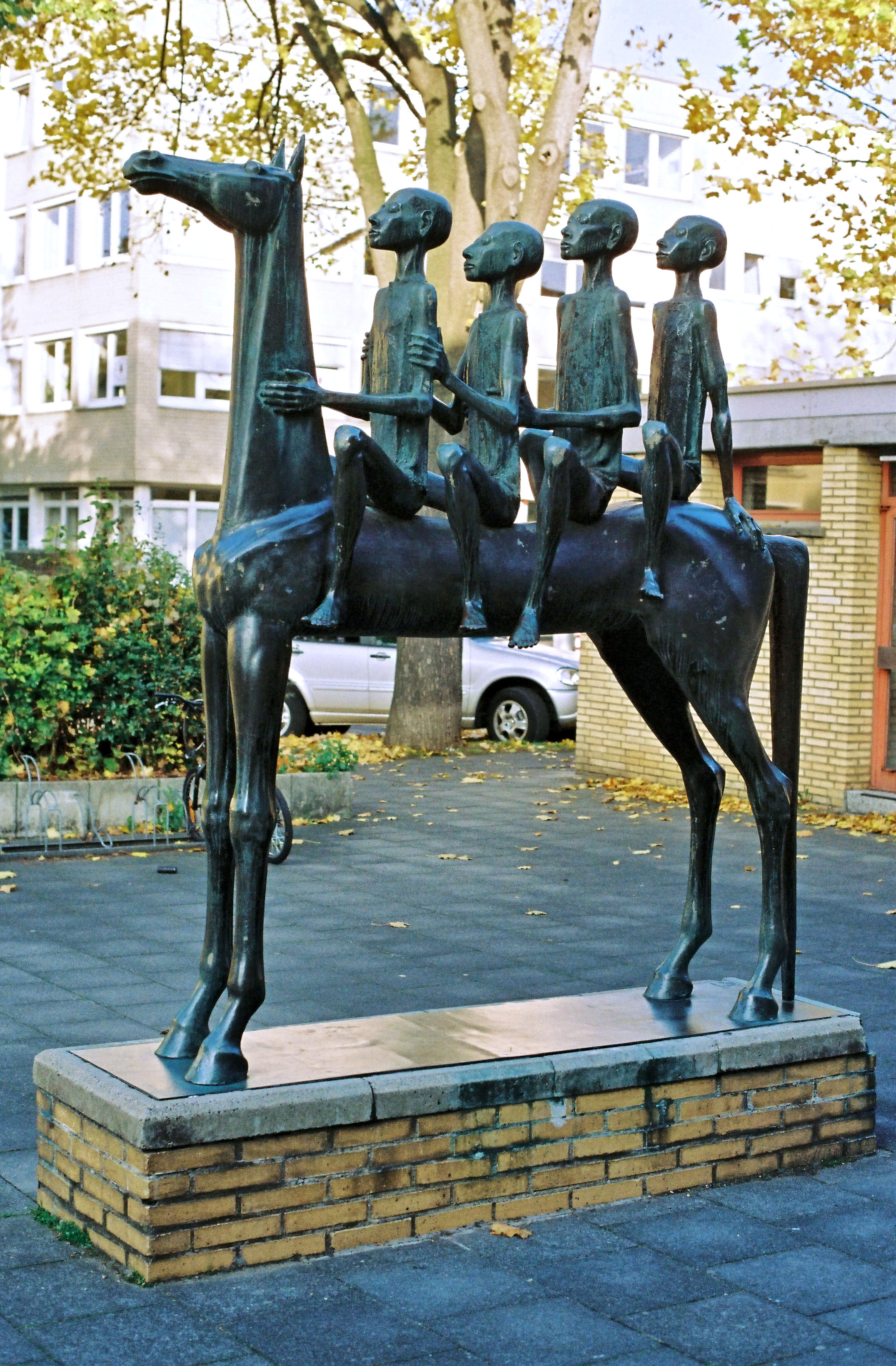
Bronzová plastika v Kolíně na Rýnem z roku 1969
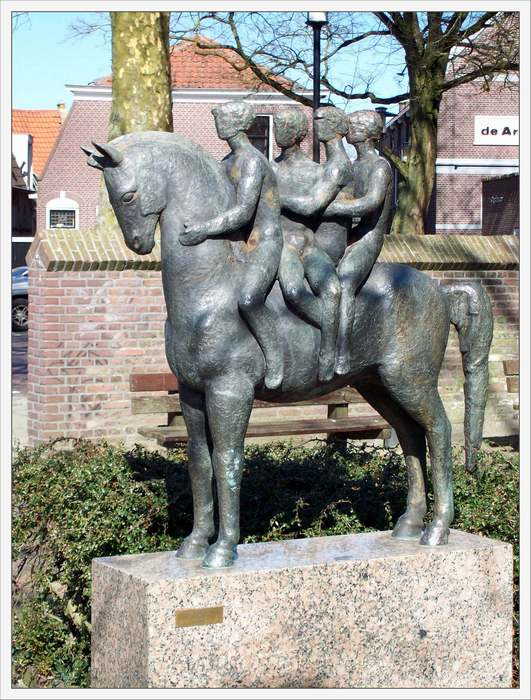
Socha v Nijkerku z roku 1975

### Literatura (výběr)

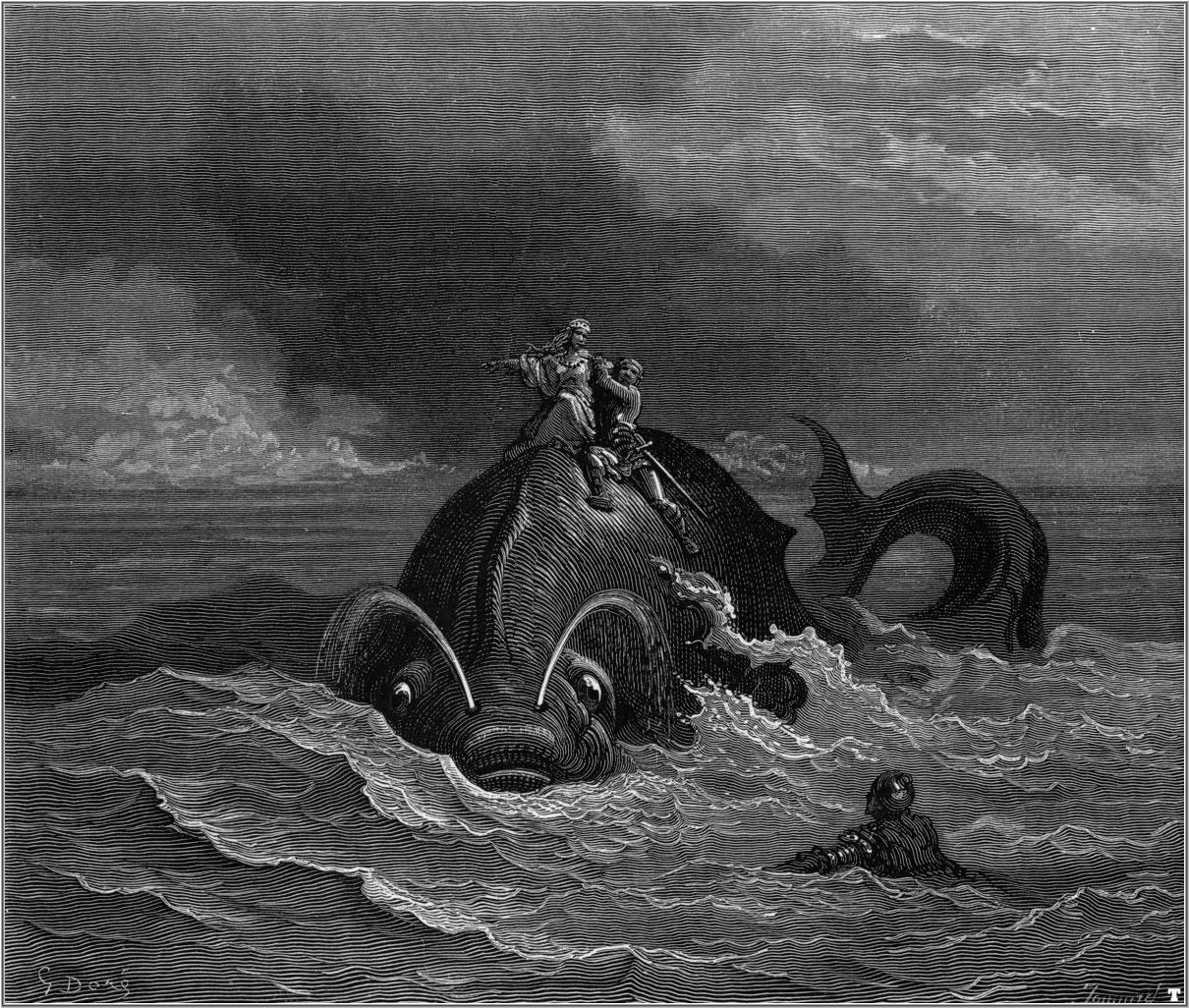
Rinaldo na hřbetě velryby, ilustrace Gustava Dorého k eposu Zuřivý Roland od Ludovica Ariosta z roku 1877.

### Hudba

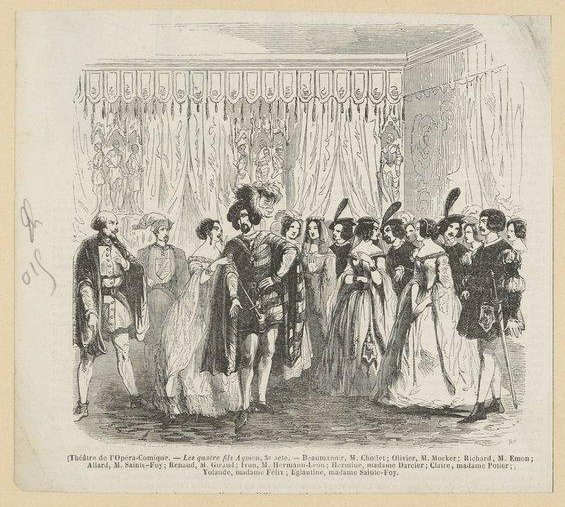
Scéna z opery Les Quatre fils Aymon od Michaela Williama Balfeho

### Ostatní

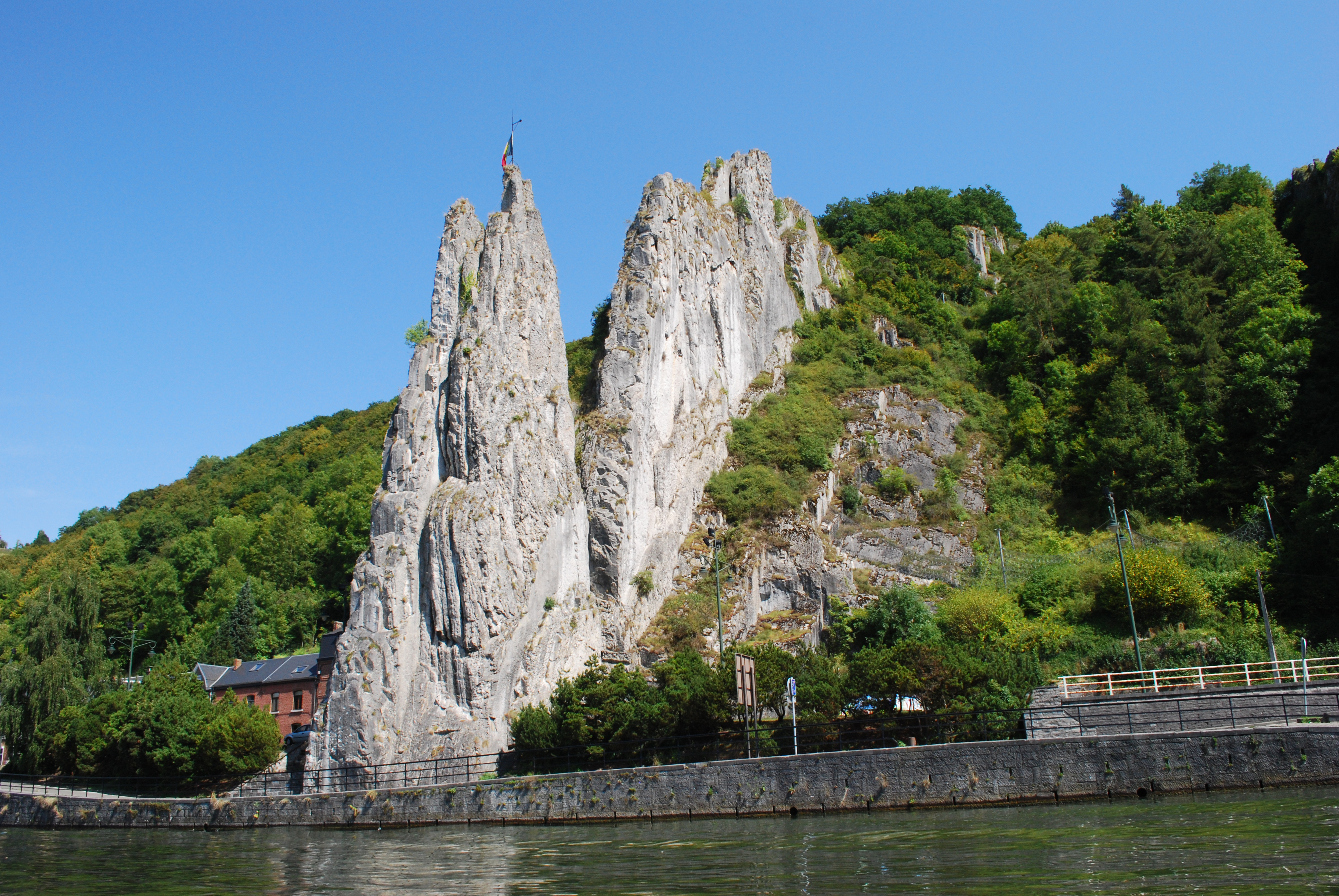
Bajardova skála, pohled z levého břehu řeky Mázy
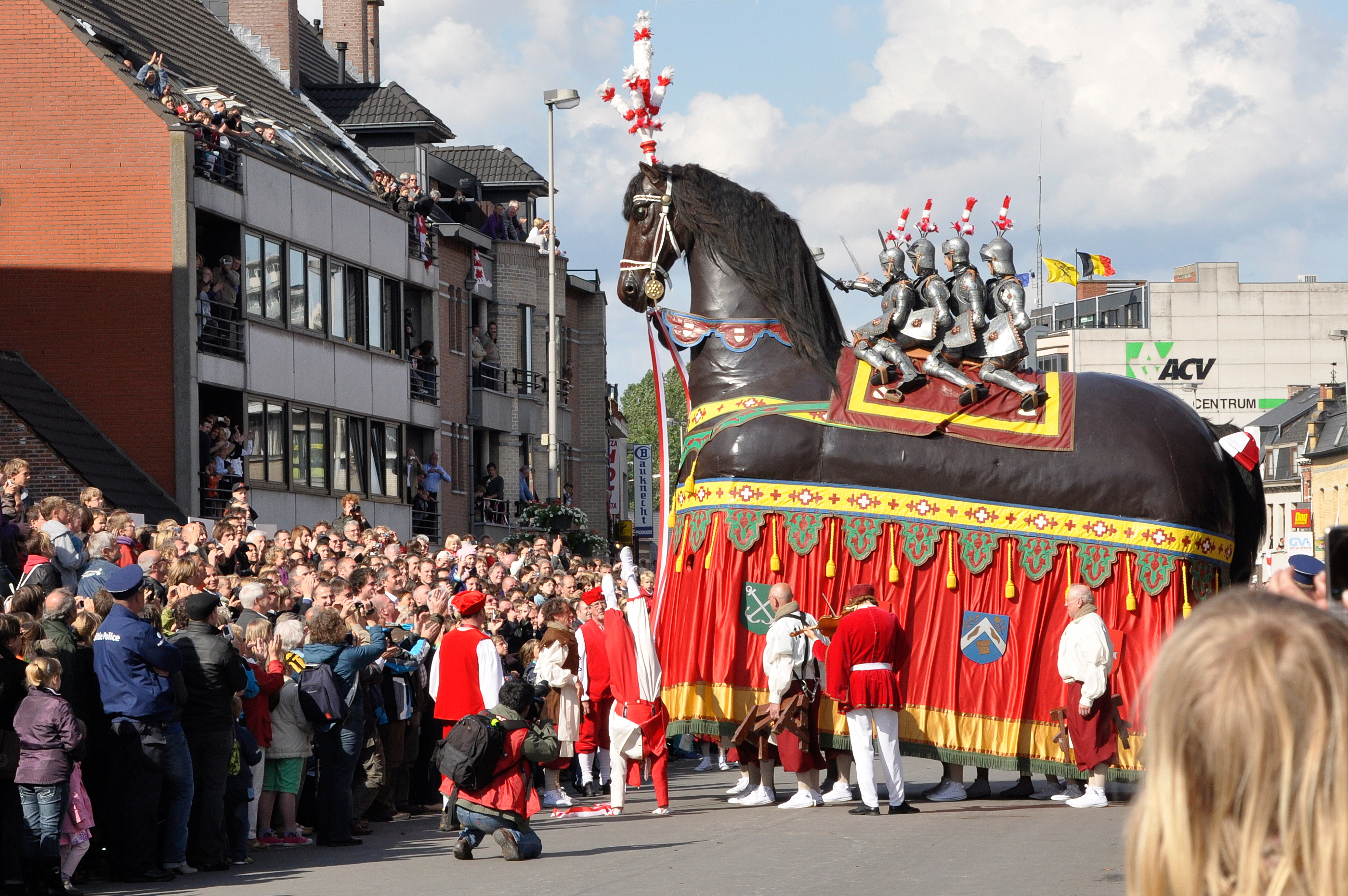
Folklórní průvod v Dendermonde s koněm Bajardem z roku 2010
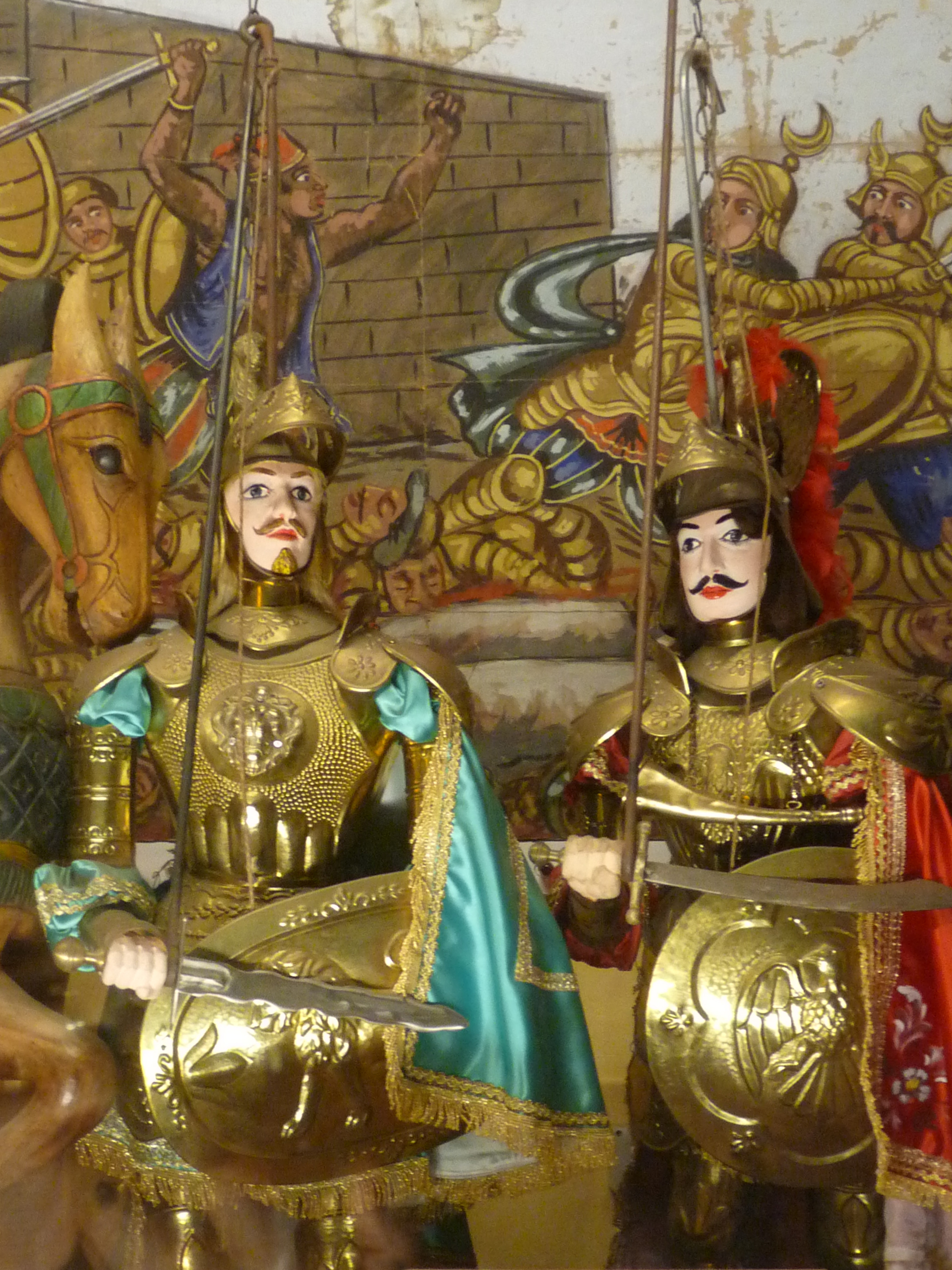
Rinaldo a Orlando, loutky sicilského loutkového divadla